# بن کراس
بن کراس (انگلیسی: Ben Cross؛ زادهٔ ۱۶ دسامبر ۱۹۴۷ - درگذشته ۱۸ اوت ۲۰۲۰) هنرپیشه اهل بریتانیا بود که از سال ۱۹۷۳ میلادی تا ۲۰۲۰ مشغول فعالیت بود.

## فیلم ها
- ارابه‌های آتش
- پیشتازان فضا
- اولین شوالیه
- مکانیک
- شکست‌ناپذیر ۲: آخرین مرد مقاوم
- بن هور
- جن‌گیر: آغاز
- بانشی
- سازمان مخفی آسیزی
- یک قدم تا جهنم
- چشم بیوه
- جنگ، شرکت
- یک مرد معمولی
- وقتی نیچه گریست
- جواهرفروشی